# Durrington (Wiltshire)
Durrington es un pueblo del condado inglés de Wiltshire. Se sitúa al norte de la ciudad de Salisbury y muy cerca del antiguo monumento de Stonehenge.
San Beda menciona el pueblo en su poesía vernácula. Dice que era un pueblo "donde balan las ovejas y gritan las monjas". Todavía los académicos debaten que significa esta frase.
El número de 7182 de la población registrado en el censo de 2001 incluye los vecinos del pueblo y los del campamento militar de Larkhill, que también se sitúa en la parroquia civil.

## Historia
El lugar fue ocupado desde tiempos del neolítico aunque no continuamente. Incluye dos localidades históricas importantes: las Murallas de Durrington y Woodhenge. 
Fue parte del estado del rey de Amesbury hasta 1120.
En 1405 se produjo el Incendio de Durrington, cuya causa es desconocida. Se cree que fue por un rayo que prendió un montón de paja, o el incendio incontrolado de una casa. Fuera cual fuera la causa, el fuego causó la destrucción de la mayor parte del barrio oeste, ya que las casas estaban construidas con muy poca distancia entre ellas. Las familias afectadas fueron generosamente recompensadas por el Winchester College.
El pueblo continuó siendo una próspera comunidad de granjeros, aunque no hubo evidencias palpables de ello hasta el siglo XVII. En 1610, el barrio este se amplió con el fin de dar cobijo a los sacerdotes católicos durante la Reforma anglicana; prueba de ello son las mansiones de las calles College Road, High Street y Church Street, que siguen en pie hoy en día.
En 1921 tuvo lugar un segundo incendio, cuando se encendió el techo de la vieja rectoría de Church Street. El viento hizo que las brasas cayeran sobre los techos de paja de las casas cercanas, dejando prácticamente desolada toda la mitad sur del pueblo. Se reconstruyó la vieja rectoría con tejas en el techo, y hoy Durrington es una de las villas con las casas más sólidas. Hoy en día, el lugar de las antiguas granjas está ocupado por viviendas residenciales.

## Judaísmo
Según John Burgess, una pequeña comunidad de judíos se instaló en la parte este de Durrington poco antes del primer incendio y se encontró registros de su descendencia en el siglo XIX. Construyeron una sinagoga que durante un tiempo se ocupó de toda la comunidad judía de Whiltshire, y que fue quemada durante el fervor antisemita que se produjo en toda Europa después de las Revoluciones de 1848. La comunidad abandonó Durrington poco después, calificando a los aldeanos como “antisemitas innatos”.